# Казахстан на летних Паралимпийских играх 2024
Казахстан на летних Паралимпийских играх 2024, прошедших в Париже с 28 августа по 8 сентября 2024 года, был представлен 44 спортсменами в 9 видах спорта: волейболе сидя, параканоэ, дзюдо, лёгкой атлетике, настольном теннисе, пауэрлифтинге, плавании, стрельбе, тхэквондо. Знаменосцами на церемонии открытия игр были стрелок Севда Алиева и капитан национальной сборной по волейболу сидя Берик Измаганбетов.
Призовые медалистам Паралимпиады-2024 и Олимпиады-2024 в Казахстане одинаковые и были установлены в размере: золотым медалистам — 250 000 долларов США, серебряным — 150 000 долларов США, бронзовым — 75 000 долларов США. Кроме того, призовые от государства получили спортсмены, занявшие с четвёртое по шестое места (30 000 долларов США — за четвёртое место, 10 000 долларов США — за пятое место, 5000 долларов США — за шестое место). По итогам Паралимпиады казахстанские спортсмены завоевали 9 медалей: две золотые, три серебряные и четыре бронзовые.

## Медали
| Золото  |                       |                                                             |            |
| №       | Спортсмены            | Вид спорта (дисциплина)                                     | Дата       |
| 1       | Давид Дегтярёв        | Пауэрлифтинг (мужчины, до 54 кг)                            | 4 сентября |
| 2       | Акмарал Науатбек      | Дзюдо (женщины, до 48 кг, J2)                               | 5 сентября |
| Серебро |                       |                                                             |            |
| №       | Спортсмены            | Вид спорта (дисциплина)                                     | Дата       |
| 1       | Еркин Габбасов        | Стрельба (мужчины, пневматическая винтовка, 10 м стоя, SH1) | 31 августа |
| 2       | Нурдаулет Жумагали    | Плавание (мужчины, 100 м брассом, SB13)                     | 5 сентября |
| 3       | Ергали Шамей          | Дзюдо (мужчины, до 73 кг, J1)                               | 6 сентября |
| Бронза  |                       |                                                             |            |
| №       | Спортсмены            | Вид спорта (дисциплина)                                     | Дата       |
| 1       | Дастан Мукашбеков     | Лёгкая атлетика (мужчины, ядро, F36)                        | 4 сентября |
| 2       | Даяна Федосова        | Дзюдо (женщины, до 57 кг, J2)                               | 6 сентября |
| 3       | Зарина Райфова        | Дзюдо (женщины, свыше 70 кг, J2)                            | 7 сентября |
| 4       | Журкамырза Шукурбеков | Дзюдо (мужчины, свыше 90 кг, J2)                            | 7 сентября |

| Медали по видам спорта | Медали по видам спорта | Медали по видам спорта | Медали по видам спорта | Медали по видам спорта |
| ---------------------- | ---------------------- | ---------------------- | ---------------------- | ---------------------- |
| Вид спорта             | 1                      | 2                      | 3                      | Итого                  |
| Дзюдо                  | 1                      | 1                      | 3                      | 5                      |
| Лёгкая атлетика        | 0                      | 0                      | 1                      | 1                      |
| Пауэрлифтинг           | 1                      | 0                      | 0                      | 1                      |
| Плавание               | 0                      | 1                      | 0                      | 1                      |
| Стрельба               | 0                      | 1                      | 0                      | 1                      |
| Всего                  | 2                      | 3                      | 4                      | 9                      |

## Состав сборной
Волейбол сидя
1. Ерасыл Абдибек
2. Ерболат Алтаев
3. Ерлан Битемиров
4. Берик Измаганбетов
5. Эрик Каскабаев
6. Шынгыс Медеуов
7. Нуртау Муканбеткалиев
8. Пердебай Намуратов
9. Бауржан Сартаев
10. Жангали Суйеуов
11. Куаныш Тажиков
12. Акылбек Шикибаев

 Дзюдо
1. Бауыржан Арстанбеков
2. Галымжан Смагулулы
3. Ерлан Утепов
4. Ергали Шамей
5. Журкамырза Шукурбеков
6. Аяла Мереке
7. Акмарал Науатбек
8. Зарина Райфова
9. Альфия Тлеккабыл
10. Даяна Федосова

 Лёгкая атлетика
1. Жоламан Еламан
2. Дастан Мукашбеков
3. Салтанат Абилхасымкызы
4. Гульбахыт Кайыржанова

 Настольный теннис
1. Али Махулбеков

 Параканоэ
1. Бибарыс Спатай
2. Жаныл Балтабаева

 Пауэрлифтинг
1. Давид Дегтярёв
2. Рахметжан Хамаев
3. Станислав Шакиев
4. Турсынай Кабыл
5. Раушан Койшибаева

 Плавание
1. Сиязбек Далиев
2. Нурдаулет Жумагали
3. Амир Муратбеков
4. Зульфия Габидулина

 Стрельба
1. Еркин Габбасов
2. Севда Алиева

 Тхэквондо
1. Нурлан Домбаев
2. Нышан Омирали
3. Камиля Досмалова
4. Милана Красавцева

## Результаты

### Волейбол сидя
| Дисциплина | Групповой этап       | Групповой этап                       | Групповой этап         | Групповой этап | Матч за 5-е место     | Место |
| Дисциплина | Соперники Счёт       | Соперники Счёт                       | Соперники Счёт         | Место в группе | Соперники Счёт        | Место |
| ---------- | -------------------- | ------------------------------------ | ---------------------- | -------------- | --------------------- | ----- |
| Мужчины    | Франция · Победа 3-0 | Босния и Герцеговина · Поражение 2-3 | Египет · Поражение 1-3 | 3              | Бразилия · Победа 3-0 | 5     |

### Дзюдо
| Спортсмен             | Дисциплина               | 1/8 финала                               | 1/4 финала                                            | 1/2 финала                                                                | Финал / Матч за 3-е место             | Финал / Матч за 3-е место |
| Спортсмен             | Дисциплина               | Соперник Результат                       | Соперник Результат                                    | Соперник Результат                                                        | Соперник Результат                    | Место                     |
| --------------------- | ------------------------ | ---------------------------------------- | ----------------------------------------------------- | ------------------------------------------------------------------------- | ------------------------------------- | ------------------------- |
| Ергали Шамей          | Мужчины, до 73 кг, J1    | —                                        | Арминдо Родригес (Франция) Победа 10-0                | Леннарт Засс (Германия) Победа 10-1                                       | Алекс Болога (Румыния) Поражение 0-10 | 2                         |
| Бауыржан Арстанбеков  | Мужчины, до 90 кг, J1    | Муса Голамишафия (Иран) Поражение 0-10   | не прошёл                                             | не прошёл                                                                 | не прошёл                             | 9                         |
| Галымжан Смагулулы    | Мужчины, до 90 кг, J2    | Лаша Кизилашвили (Грузия) Поражение 0-10 | не прошёл                                             | не прошёл                                                                 | не прошёл                             | 9                         |
| Ерлан Утепов          | Мужчины, свыше 90 кг, J1 | —                                        | Уильянс Силва де Араужу (Бразилия) Поражение 0-10     | Утешительный финал Онур Тастан (Турция) Поражение 0-10                    | не прошёл                             | 7                         |
| Журкамырза Шукурбеков | Мужчины, свыше 90 кг, J2 | —                                        | Сержиу Фернандеш Жуниор (Бразилия) Победа 10-0        | Реваз Чикоидзе (Грузия) Поражение 0-10                                    | Насер Зоргани (Франция) Победа 10-0   | 3                         |
| Акмарал Науатбек      | Женщины, до 48 кг, J2    | —                                        | Кокила Каушиклате (Индия) Победа 10-0                 | Джахиде Эке (Турция) Победа 11-0                                          | Сандрин Мартине (Франция) Победа 10-0 | 1                         |
| Альфия Тлеккабыл      | Женщины, до 57 кг, J1    | Инна Черней (Молдавия) Победа 10-0       | Анжела Гаврисюк (Украина) Поражение 0-10              | Утешительный финал Паула Карина Гомес Мартинес (Аргентина) Поражение 0-10 | не прошла                             | 7                         |
| Даяна Федосова        | Женщины, до 57 кг, J2    | —                                        | Лусия да Силва Тейшейра Араужу (Бразилия) Победа 10-0 | Дзюнко Хиросэ (Япония) Поражение 0-10                                     | Дёндю Ешильюрт (Турция) Победа 11-0   | 3                         |
| Аяла Мереке           | Женщины, до 70 кг, J2    | —                                        | Кадзуса Огава (Япония) Поражение 0-10                 | —                                                                         | Ина Калдани (Грузия) Поражение 0-1    | 5                         |
| Зарина Райфова        | Женщины, свыше 70 кг, J2 | —                                        | Ван Хунъюй (Китай) Поражение 0-10                     | Утешительный финал Тейлор Госенс (Австралия) Победа 10-0                  | Каролина Коста (Италия) Победа 10-0   | 3                         |

### Лёгкая атлетика
| Спортсмен              | Дисциплина          | Финал     | Финал |
| Спортсмен              | Дисциплина          | Результат | Место |
| ---------------------- | ------------------- | --------- | ----- |
| Еламан Жоламан         | Мужчины, ядро, F35  | 11.56     | 7     |
| Дастан Мукашбеков      | Мужчины, ядро, F36  | 16.00     | 3     |
| Салтанат Абилхасымкызы | Женщины, 100 м, T35 | 16.52     | 9     |
| Гульбахыт Кайыржанова  | Женщины, копьё, F13 | 34.23     | 5     |

### Настольный теннис
| Спортсмен      | Дисциплина       | 1/16 финала                       | 1/8 финала         | 1/4 финала         | 1/2 финала         | Финал / Матч за 3-е место |
| Спортсмен      | Дисциплина       | Соперник Результат                | Соперник Результат | Соперник Результат | Соперник Результат | Соперник Результат        |
| -------------- | ---------------- | --------------------------------- | ------------------ | ------------------ | ------------------ | ------------------------- |
| Али Махулбеков | Мужчины, класс 8 | Марк Леду (Бельгия) Поражение 1-3 | не прошёл          | не прошёл          | не прошёл          | не прошёл                 |

### Параканоэ
| Спортмен         | Дисциплина                         | Квалификация | Квалификация    | Полуфинал | Полуфинал       | Финал B | Финал B         | Финал B              |
| Спортмен         | Дисциплина                         | Время        | Место в заплыве | Время     | Место в заплыве | Время   | Место в заплыве | Место в общем зачёте |
| ---------------- | ---------------------------------- | ------------ | --------------- | --------- | --------------- | ------- | --------------- | -------------------- |
| Бибарыс Спатай   | Мужчины, каяк-одиночка, 200 м, KL2 | 1:04.72      | 5               | 45.47     | 4               | 45.17   | 3               | 11                   |
| Жаныл Балтабаева | Женщины, ва’а-одиночка, 200 м, VL3 | 45.80        | 5               | 1:02.13   | 5               | 1:02.57 | 2               | 10                   |

### Пауэрлифтинг
| Спортсмен         | Дисциплина        | Результат, кг | Место |
| ----------------- | ----------------- | ------------- | ----- |
| Давид Дегтярёв    | Мужчины, до 54 кг | 188           | 1     |
| Станислав Шакиев  | Мужчины, до 59 кг | 178           | 7     |
| Рахметжан Хамаев  | Мужчины, до 88 кг | 200           | 6     |
| Турсынай Кабыл    | Женщины, до 45 кг | 95            | 6     |
| Раушан Койшибаева | Женщины, до 73 кг | 117           | 4     |

### Плавание

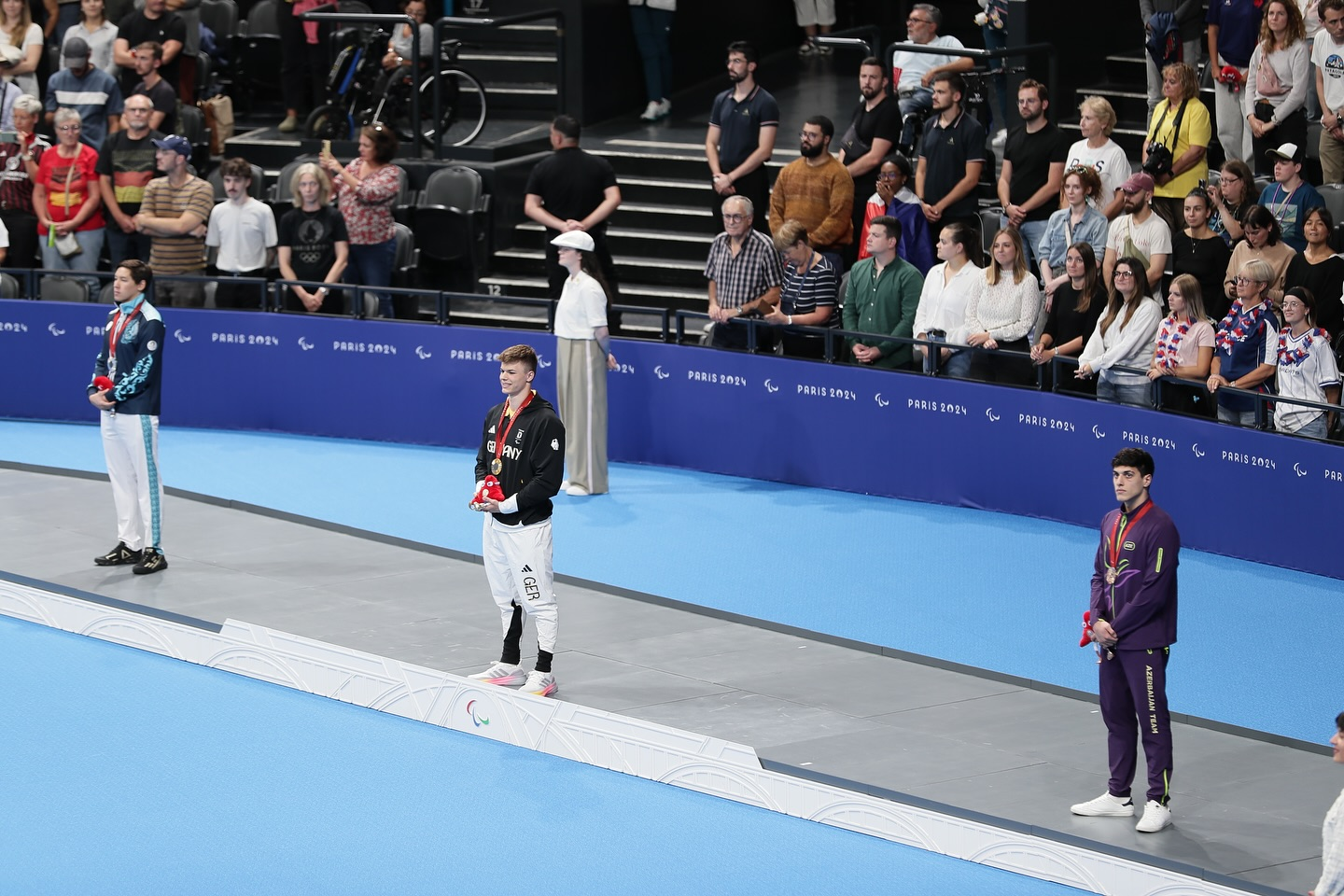
Церемония награждения победителей на дистанции 100 метров брассом (SB13) на Паралимпиаде-2024. Слева направо: Жумагали, Энгель (Германия), Исрафилов (Азербайджан).

| Спортсмен           | Дисциплина                       | Квалификация | Квалификация | Финал     | Финал     |
| Спортсмен           | Дисциплина                       | Время        | Место        | Время     | Место     |
| ------------------- | -------------------------------- | ------------ | ------------ | --------- | --------- |
| Сиязбек Далиев      | Мужчины, 50 м на спине, S5       | 40.14        | 10           | не прошёл | не прошёл |
| Сиязбек Далиев      | Мужчины, 50 м баттерфляем, S5    | 36.42        | 8            | 36.35     | 7         |
| Нурдаулет Жумагали  | Мужчины, 100 м брассом, SB13     | 1:05.11      | 2            | 1:04.83   | 2         |
| Нурдаулет Жумагали  | Мужчины, 200 м комплекс, SM13    | 2:20.31      | 10           | не прошёл | не прошёл |
| Амир Муратбеков     | Мужчины, 100 м брассом, SB11     | 1:21.66      | 7            | DSQ       | DSQ       |
| Зульфия Габидуллина | Женщины, 50 м вольным стилем, S4 | 42.85        | 7            | 43.75     | 7         |
| Зульфия Габидуллина | Женщины, 50 м брассом, S4        | 1:12.07      | 10           | не прошла | не прошла |
| Зульфия Габидуллина | Женщины, 150 м комплекс, SM4     | 3:52.40      | 10           | не прошла | не прошла |

### Стрельба
| Спортмен       | Дисциплина                                         | Квалификация | Квалификация | Финал     | Финал     |
| Спортмен       | Дисциплина                                         | Очки         | Место        | Очки      | Место     |
| -------------- | -------------------------------------------------- | ------------ | ------------ | --------- | --------- |
| Еркин Габбасов | Мужчины, пневматическая винтовка, 10 м стоя, SH1   | 619.5        | 6            | 247.7     | 2         |
| Еркин Габбасов | Смешанный, пневматическая винтовка, 10 м лёжа, SH1 | 624.3        | 35           | не прошёл | не прошёл |
| Севда Алиева   | Женщины, пневматический пистолет, 10 м, SH1        | 546-7x       | 12           | не прошла | не прошла |

### Тхэквондо
| Спортсмен         | Дисциплина           | 1/8 финала                                                    | 1/4 финала                                       | 1/2 финала                                                                    | Финал / Матч за 3-е место                    | Место |
| Спортсмен         | Дисциплина           | Соперник Результат                                            | Соперник Результат                               | Соперник Результат                                                            | Соперник Результат                           | Место |
| ----------------- | -------------------- | ------------------------------------------------------------- | ------------------------------------------------ | ----------------------------------------------------------------------------- | -------------------------------------------- | ----- |
| Нурлан Домбаев    | Мужчины, до 80 кг    | Рашид Исмаили Алауи (Марокко) Победа 12-7                     | Алиреза Бахт (Марокко) Поражение 5-7             | Утешительный полуфинал Андрес Молина (Коста-Рика) Победа 18-7                 | Чу Чжон Хён (Республика Корея) Поражение 1-7 | 5     |
| Нышан Омирали     | Мужчины, свыше 80 кг | Ахмед Джабар Шеха Шеха (Сирия) Победа 11-8                    | Эван Меделл (США) Поражение 3-13                 | Утешительный полуфинал Иван Микулич (Хорватия) Победа 24-8                    | Хамед Хагшенас (Иран) Поражение 14-16        | 5     |
| Милана Красавцева | Женщины, до 52 кг    | Элизабет Херальдо Диас (Доминиканская Республика) Победа 10-8 | Джессика Гарсия Куихано (Мексика) Поражение 8-10 | Утешительный полуфинал Сальма Али Абд аль-Моним Хассан (Египет) Поражение 1-8 | не прошла                                    | 7     |
| Камиля Досмалова  | Женщины, до 57 кг    | —                                                             | Мария Мичев (Сербия) Поражение 0-5               | Утешительный полуфинал Айрин Мар (Фиджи) Победа 12-6                          | Силвана Фернандеш (Бразилия) Поражение 3-28  | 5     |